# IBECS
IBECS és la principal base de dades bibliogràfica de referència d'articles de revistes espanyoles de qualitat en Ciències de la Salut, editades a Espanya, des de l'any 2000, hi ha més de 240 en total. El seu accés és gratuït i suposa un complement indispensable a altres bases de dades internacionals com Pubmed per a la localització d'informació en l'àmbit nacional. Inclou tots els articles d'una revista, exceptuant editorials no científiques, resums d'actes de congressos, recensions bibliogràfiques i necrològiques.
Els articles inclosos en la base de dades estan en qualsevol idioma de l'estat espanyol o en anglès, sempre que s'inclogui un resum en espanyol en almenys el 80% dels articles. Tot i que és preferible fer les cerques en espanyol, anglès o portuguès, perquè són la majoria. Però, els descriptors sempre s'han de cerca en espanyol, ja que és l'idioma de la base de dades.
Ofereix les referències bibliogràfiques i els resums dels articles, amb una actualització quinzenal. Permet accedir a les publicacions espanyoles que no són possibles localitzar en altres bases de dades internacionals. Aquest recurs és de gran utilitat per al professional sanitari, ja que facilita l'accés i la difusió de literatura científica nacional que pot no estar representada en les principals bases de dades bibliogràfiques internacionals.
Elaborada per l'Institut de Salut Carlos III en col·laboració amb BIREME (Biblioteca Regional de Medicina, OPS) amb un programa anomenat lildbiweb i seguint la metodologia LILACS.

## Estructura i funcionament
Per a realitzar la cerca en la base de dades hi ha diferents opcions: 
- Lliure: cerca les paraules en els camps de títol i resum. La cerca lliure només permet els operadors booleans AND o OR en una única casella de cerca.
- Bàsic i Avançat: per a una cerca més exhaustiva, presenta més camps com: autor, idioma, etc. La fórmula de cerca permet utilitzar tots els booleans. El formulari bàsic i avançat apareixen diverses barres de consulta numerades on s'introduiran els termes a cercar en la zona “buscar”. La part de la barra “en el campo” és desplegable i permet seleccionar els diferents camps. Per tant, en cas d'usar el formulari bàsic i avançat, seleccionem el camp al costat de l'índex i escrivim els termes en la zona “buscar”. Si cliquem l'índex anirem a una nova pantalla on podrem cercar els descriptors del camp seleccionat. Quan volem buscar més d'un camp, en els índexs no punxem en “Buscar”, sinó en “Adicionar”. Una vegada que hem introduït tots els termes de cerca, llavors, sí que li donem a “Buscar”.[1]

També es poden realitzar les cerques en aquest enllaç Arxivat 2021-06-06 a Wayback Machine. on es pot fer la cerca simultània en les diferents fonts de la Biblioteca Virtual de Salud (BVS).
En IBECS es podrà accedir només als textos complets dels articles de les revistes que pertanyin a la col·lecció SciELO Espanya. Els registres inclouen una icona en forma d'un punt seguit d'una línia en forma de U invertida que és un enllaç al text complet. Els textos complets de la col·lecció SciELO Espanya són d'accés obert.
A més, es poden consultar articles que no han estat indexats en la base de dades. La indexació és procés pel qual un especialista descriu el contingut d'un document utilitzant per a ella una eina especialitzada denominada tesaurus a través d'uns termes de llenguatge controlat denominats descriptors. Els descriptors s'equiparan a les paraules clau del llenguatge natural. En aquest cas, el tesaurus que s'utilitza és el DeCS (Descriptors en Ciències de la Salut).
La indexació és la tasca que més alenteix el temps que triga un registre a fer-se visible als usuaris des que és introduït a la base de dades. Així, per tal que IBECS estigui el més actualitzat possible, s'ha establert que els registres no indexats siguin visibles amb la marca IBECS Express que els distingeix de la resta dels registres. Cal tenir en compte que aquests registres no es recuperen si es realitza una recerca per descriptors, però sí a través de la recerca lliure o per la resta dels camps del registre. Una vegada que els registres són indexats, s'integren automàticament amb la resta de la col·lecció i deixen d'aparèixer amb el logotip IBECS Express.